# Добрава (Ормож)
Добрава (словен. Dobrava) — поселення в общині Ормож, Подравський регіон‎, Словенія.